# Yaftali Sufla (huyện)
Yaftali Sufla là một huyện thuộc tỉnh Badakhshan, Afghanistan. Dân số thời điểm năm 1999 là -39,7 người.